# نورييغا إيريك
نورييغا إيريك (مواليد 22 أكتوبر 2001) هو لاعب كرة قدم بيروفي.

## وصلات خارجية
- نورييغا إيريك على موقع رابطة كرة القدم اليابانية للمحترفين (اليابانية)
- نورييغا إيريك على موقع قاعدة بيانات كرة القدم.إي يو (الإنجليزية)
- نورييغا إيريك على موقع قاعدة بيانات كرة القدم.إي يو (الإنجليزية)
- نورييغا إيريك على موقع ناشيونال فوتبول تيمز (الإنجليزية)
- نورييغا إيريك على موقع Soccerway.com (الإنجليزية)
- نورييغا إيريك على موقع عالم كرة القدم.نت (الإنجليزية)